# وحيد الحد
وحيد الحد أو ذو الاسم (ج. ذوات الاسم) والمفرد («أحادي الحدود») في الرياضيات، في سياق كثيرات الحدود، أحد أمرين مختلفين:
- مضاريب قوى المتغيرات.
- أو المعنى السابق بالإضافة للسماح بالضرب في أية ثوابت.

هذا المقال يركز على المعنى الأول.

## أحادية الحدود أساسا
أول حقيقة بديهية حول أحاديات الحدود هي أن كل متعددة للحدود هي تركيبة خطية لعدد معين منهن. وبذلك، فإنهن يمثلن قاعدة للفضاء المتجهي لمتعددات الحدود.

## العدد
عدد أحاديات الحدود من الدرجة d في n من المتغيرات هو عدد التوافيق مع التكرار (لا يهم الترتيب، ويمكن تكرارالمتغيرات)، والتي تعطى بمعامل المجموعة المتعددة {\displaystyle \textstyle {\left(\!\!{n \choose d}\!\!\right)}.} بدلالة معاملات ثنائية حدودومن ثم مضروب تصاعدي, يعطى هذا بالعلاقة
{\displaystyle \left(\!\!{n \choose d}\!\!\right)={\binom {n+d-1}{d}}={\binom {d+(n-1)}{n-1}}={\frac {1}{(n-1)!}}(d+1)^{(n-1)}.}
الصورة الأخيرة مفيدة بالذات كوننا نثبت عادة عدد المتغيرات ونغير في درجة بالمقابل لتثبيت بعد الفضاء. من هذا التعبير يجد المرء أنه لأجل n ثابتة يكون عدد أحاديات الحدودمن الدرجة d هو كثيرة حدود في d من الدرجة {\displaystyle n-1} ومعامل أسبق {\displaystyle 1/(n-1)!}
فمثلاً، عدد أحاديات الحدودفي ثلاثة متغيرات ({\displaystyle n=3}) هو {\displaystyle \textstyle {\frac {1}{2}}(d+1)^{(2)}=\textstyle {\frac {1}{2}}(d+1)(d+2),} يكون الأعداد المثلثية، التي حدودها الأولى هي {\displaystyle 1,3,6,10.}

## علامات
يعد تمثيل أحاديات الحدود مطلوبا في مجالات مثل المعادلات التفاضلية الجزئية. إذا كانت المتغيرات المستعملة تشكل عائلة مفهرسة مثل {\displaystyle x_{1}}, {\displaystyle x_{2}}, {\displaystyle x_{3}},...، فإن من المفيد استعمال علامة متعددة الفهرسة: إذا كتبنا
{\displaystyle \alpha =(a,b,c)}
يمكن تعريف
{\displaystyle x^{\alpha }=x_{1}^{a}\,x_{2}^{b}\,x_{3}^{c}}
وتوفير الكثير من الوقت والكتابة.